# Millersburg (Ohio)
Millersburg és una població dels Estats Units a l'estat d'Ohio. Segons el cens del 2000 tenia 3.326 habitants.

## Demografia
Segons el cens del 2000, Millersburg tenia 3.326 habitants, 1.213 habitatges, i 771 famílies. La densitat de població era de 635,7 habitants/km².
Dels 1.213 habitatges en un 32,6% hi vivien nens de menys de 18 anys, en un 47,1% hi vivien parelles casades, en un 12,5% dones solteres, i en un 36,4% no eren unitats familiars. En el 30,8% dels habitatges hi vivien persones soles el 13,1% de les quals corresponia a persones de 65 anys o més que vivien soles. El nombre mitjà de persones vivint en cada habitatge era de 2,43 i el nombre mitjà de persones que vivien en cada família era de 3,05.
Per edats la població es repartia de la següent manera: un 24,8% tenia menys de 18 anys, un 9,6% entre 18 i 24, un 26,9% entre 25 i 44, un 20% de 45 a 60 i un 18,8% 65 anys o més.
L'edat mediana era de 37 anys. Per cada 100 dones de 18 o més anys hi havia 90,8 homes.
La renda mediana per habitatge era de 33.809 $ i la renda mediana per família de 39.333 $. Els homes tenien una renda mediana de 26.852 $ mentre que les dones 20.472 $. La renda per capita de la població era de 15.021 $. Aproximadament el 9,6% de les famílies i el 12,2% de la població estaven per davall del llindar de pobresa.

## Poblacions més properes
El següent diagrama mostra les poblacions més properes.